# デイトン・ドラゴンズ
デイトン・ドラゴンズ（Dayton Dragons）は、アメリカ合衆国オハイオ州デイトンに本拠地を置くマイナーリーグの野球チーム。
メジャーリーグのシンシナティ・レッズ傘下A級チームで、ミッドウェストリーグでプレーしている。2000年にイリノイ州ロックフォードから移転してきた。
フィフス・サード・フィールドを本拠地球場としているが、同じくオハイオ州のトレド・マッドヘンズの本拠地、フィフス・サード・フィールドとは異なる。
2010年の1試合平均観客数は8535人。2011年7月9日にアメリカのプロスポーツ史上最長の815試合連続チケット売り切れを記録した（それまでの記録はNBAのポートランド・トレイルブレイザーズが1977年から1995年に記録した814試合）。

## 歴代所属選手
- オースティン・カーンズ
- ホゼ・アセベド
- アダム・ダン
- ジョン・コロンカ
- ウィリー・モー・ペーニャ
- エドウィン・エンカーナシオン
- ジョーイ・ボット
- クリス・ディッカーソン
- ホーマー・ベイリー
- ジョニー・クエト
- ジェイ・ブルース
- ドリュー・スタッブス

## 歴代監督
- Freddie Benavides (2000)
- Donnie Scott (2001 - 2003)
- アロンゾ・パウエル (2004 - 2005)
- Billy Gardner, Jr. (2006)
- Donnie Scott (2007 - 2008)
- Todd Benzinger (2009 - 2010)
- デライノ・デシールズ(2011 - )